# أياكس أمستردام موسم 2020–21
كان موسم 2020–21 هو الموسم الـ121 لنادي أياكس والموسم الـ65 على التوالي للنادي في الدوري الهولندي. بالإضافة إلى الدوري المحلي، شارك أياكس في نسخة هذا الموسم من كأس هولندا ودوري أبطال أوروبا والدوري الأوروبي.